# Sprite (ゲームブランド)
sprite（スプライト）は、かつて有限会社アクセル傘下に存在し、現在はS-WORKSを母体に活動する美少女ゲームブランド。
本項では、かつての運営していたグループ企業fairys（フェアリス）、そしてRightway（ライトウェイ）、FLEET（フリート）についても記載する。

## 概要
Selenと同じく有限会社アクセルのブランドであるが、作品の方向性の違いからスタッフとラインが分かれている。
2010年1月5日にSelenニュースリリース・更新履歴に於いて、プロデューサーのサカモトアキラが、Selenが大きな区切りとなる10周年を迎え、新ブランドsprite設立を発表した。スタッフはSelenと同じ社員で構成されているが、今までSelenを応援した皆様のお陰で設立出来た、Selenの妹のようなブランドと紹介。spriteを従来からのSelenユーザーに知って戴き、その恩返しがしたいと抱負を述べ、sprite処女作「恋と選挙とチョコレート」を同時に披露した。
後に、spriteのスタッフが全年齢対象ゲームを制作するための姉妹ブランドとしてfairysが設立された。設立からしばらくはアクセル傘下のブランドとして活動していたが、2012年3月にフェアリス株式会社（本店=東京都中央区月島1丁目17番12号、法人番号=2010001145576）として分社化された。
製品同梱のアンケートはがき・ユーザー登録はがき・サポート用紙にある「〒104-8238 東京都中央区銀座5-15-1 StockPlus 612 有限会社アクセル」に当社事業所は存在しておらず、株式会社ストックプラスによる私設私書箱である。
2018年3月28日にFLEET株式会社（旧本店=東京都中央区京橋1丁目14番6号、法人番号=7010001186806、TDB企業コード=064022410、2017年10月設立）によるフェアリス株式会社買収が公表された。FLEET株式会社は、sprite/fairysの属する株式会社ライトウェイ（Rightway、本店=東京都中央区月島1丁目17番12号、法人番号=6010001077907TDB企業コード=987204418）京橋事業所同一所在地に本店を構えている企業である。後述の通り、FLEET株式会社は2019年6月3日に本店を銀座へ移転。
2018年5月25日にフェアリス株式会社が「事業譲渡及びスタッフ移籍について」を発表。フェアリス株式会社がソフトウェア事業終了のため諸権利や関連事業すべてを有限会社アクセルへ譲渡し、スタッフはFLEET株式会社へ移る。
2018年5月27日に有限会社アクセルが「再掲・運営会社変更について」を発表。フェアリス株式会社の解散決定により、レーティングに関わらずspriteブランドへ一本化。2018年6月7日に当該ニュースリリースは「fairysブランド廃止について」と改題し記事の一部差し替えが行われ「フェアリス株式会社様」「フェアリス様」から「fairys」「フェアリス」へ。「sprite／有限会社アクセル」から「sprite」と言う表現に改められた。
2018年6月11日にFLEET株式会社が「事務所移転のお知らせ」を発表。移転先は「東京都中央区月島1-17-12-4F」であり、株式会社ライトウェイ、有限会社アクセル、フェアリス株式会社が本店を構えている場所へ事務所を移す事となった。
2018年6月19日に有限会社アクセルが「当サイトはspriteSTORE情報サイトになりました」を発表。sprite Official WebSiteはspriteSTORE情報サイトへ衣替え。今後「蒼の彼方のフォーリズム」グッズ情報をメインに情報更新し、sprite及び「蒼の彼方のフォーリズム」情報は http://aokana.net/ を参照する旨が公表された。
2018年6月26日に有限会社アクセルが「重要なお知らせ」を発表。業界の縮小並びに資金調達等の事業環境悪化のため、蒼の彼方のフォーリズムPerfectEdition/4thAnniversaryBox発売をもってsprite活動休止が公表された。蒼の彼方のフォーリズムEXTRA2及びZWEIについても制作休止を公式発表。活動再開の具体的予定は無く、サポートについては外部委託し活動休止後も継続。公式オンラインストアspriteSTOREは2019年春に閉店予定。
2018年7月31日にフェアリス株式会社が登記記録の閉鎖等事由が発生し、清算の結了等した。
2019年11月28日に新たに立ち上げた各種受託制作活動を行う制作スタジオ「S-WORKS」を母体として「sprite」を再結成することを発表。元の制作陣の下、発売中止となっていた『蒼の彼方のフォーリズムEXTRA2』の制作再開に向けた動きもみられるなど、1年5ヶ月ぶりに活動再開した。
2020年6月16日、流通会社との契約が完了し、蒼の彼方のフォーリズム EXTRA2の制作が正式に決定した。

2020年12月25日、蒼の彼方のフォーリズム High Resolution と 恋と選挙とチョコレート High Resolutuionを発売
2021年1月1日、「蒼の彼方のフォーリズムEXTRA2」が年内に発売予定であること、ブランド10周年記念の完全新作を年内に発表予定であることを発表した。
2021年10月25日、「蒼の彼方のフォーリズムEXTRA2」が2022年3月25日に発売することが決定した。
同日、FILMIC NOVEL 3作品のタイトルを発表。「蒼の彼方のフォーリズム IF 01 – MINAMO SHIRASE –」、「JASHINCHAN – 7th Devil –」、「菫の色と – violet and … –」
2022年2月28日、「蒼の彼方のフォーリズムEXTRA2」の発売日が2022年5月27日に変更になったことを発表した。
2022年5月27日、「蒼の彼方のフォーリズムEXTRA2」が発売。
2023年6月23日、ゲームの公式通販がジーストアに移管された。
2023年8月12日、第二作・蒼の彼方のフォーリズム（2014年）以来10年ぶりの発売となる、sprite新作「everlasting flowers」を2024年に発売することを発表した。（全年齢対象、プラットフォームはNintendo Switch / PlayStation®︎4、テキスト表示は日本語 / 英語 / 中国語（簡体字）に対応）

## ブランド解散
2018年11月29日に有限会社アクセルが「重要なお知らせ」に追記。「11/30以降の当サイトの運営について」と題し、1．フェアリス株式会社解散及びsprite無期限活動休止。2．海外版はライセンスアウトの為ライセンス先で開発。3．ライセンスアウト商品等「蒼の彼方のフォーリズム」関連情報は継続しaokana.netで更新。4．spriteSTOREは2019年3月末で閉店予定の為、商品は在庫限り。と言う情報が改めて公表された。
2019年1月23日に有限会社アクセルが「重要なお知らせ」に追記。「sprite活動終了について」を発表。1．spriteSTOREの3月末閉店。2．spriteも3月末で活動終了・解散し、spriteとしての活動に正式に終止符を打つ事を公表。3．「蒼の彼方のフォーリズムEXTRA2/ZWEI」もサポートは外部委託継続されるものの、休止から中止が公表された。
2019年3月25日に有限会社アクセルが公式Twitter上で、本日をもってspriteは活動終了、及び解散が公表された。
2019年3月27日に有限会社アクセルが「重要なお知らせ」に追記。「spriteは解散いたしました」を発表。1．spriteSTOREが閉店しsprite解散。2．「蒼の彼方のフォーリズム」関連情報は引き続き掲載。3．新規ゲーム開発撤退と制作チーム解散。オリジナルスタッフによる続編・新作製作の可能性が無い事。4．2018年7月31日にフェアリス株式会社が登記記録の閉鎖等事由が発生し、清算の結了等している事から、他社による買収はなされていない旨公表された。
但し、有限会社アクセルは会社を解散・清算した訳ではなく、一般社団法人コンピュータソフトウェア倫理機構会員である事に変わりはない。
2019年5月19日に旧URL（http://sprite.gr.jp/）をSpriteコンテンツラボ(Sprite Contents Laboratory)が取得。
2019年10月2日に株式会社イーサプライズが3月末で閉店をした「spriteSTORE」が「あおかなSTORE 蒼の彼方のフォーリズム公式オンラインストア」と形を変え事実上復活。

## ブランド復活
2019年11月28日、前述の通り、「S-WORKS」を母体として「sprite」を再結成することを発表。2020年1月を目途に発売中止となっていた、蒼の彼方のフォーリズムEXTRA2は2021年中に発売予定。

## FLEET
ライトウェイグループのゲーム事業は有限会社アクセルのSelen・sprite・fairysの美少女ゲームソフト開発から、FLEET株式会社のスマートフォンアプリゲームの企画・開発・運営へ大幅にシフトする事となる。
FLEET処女作である「Project NOAH」は、2018年今冬サービス開始予定から、2019年5月配信予定へと遅延が発生。
2019年4月29日にFLEET株式会社が資本金を9,990,000円から100,000,000円へ増資したことを公表。
2019年5月22日にFLEET株式会社が「Project NOAH – プロジェクト・ノア – 配信延期・近日配信予定」を公表。2019年5月配信予定から近日配信予定へ変更し、更に遅延することとなった。
2019年6月3日にFLEET株式会社が株式会社ライトウェイ京橋事業所同一所在地の東京都中央区京橋1丁目14番6号から、東京都中央区銀座6丁目10番1号へ本店を移転。
2019年8月1日にFLEET株式会社が「公式運営・FAQサイトOPEN Project NOAH プロジェクト・ノア -」を公表。2019年7月31日をもってFLEET株式会社公式webサイト(https://fleet.game/)を閉鎖し(https://projectnoah.jp/)へリダイレクト。FLEET株式会社の企業webサイトと「Project NOAH プロジェクト・ノア -」webサイトが一本化された。
2019年8月9日にFLEET株式会社が「Project NOAH – プロジェクト・ノア – の配信日が9月9日に決定」を公表。「Project NOAH – プロジェクト・ノア」が2019年9月9日に配信されることが決定した。
2019年11月1日にFLEET株式会社が本社を東京都中央区銀座6丁目10番1号から東京都中央区銀座6-13-16銀座WallビルUCF5Fへ移転。
2020年7月31日に『Project NOAH プロジェクト・ノア -』のサービス終了を発表。2020年8月31日にサービス終了。

## 作品一覧
sprite
- 2010年10月29日 - 恋と選挙とチョコレート
- 2014年11月28日 - 蒼の彼方のフォーリズム
- 2017年6月30日 - 蒼の彼方のフォーリズム EXTRA1
- 2022年5月27日 - 蒼の彼方のフォーリズム EXTRA2
- 2024年8月29日 -everlasting flowers
- 未定
  - 蒼の彼方のフォーリズム IF01 – MINAMO SHIRASE –
  - JASHINCHAN – 7th DEVIL –
  - 蒼の彼方のフォーリズム-ZWEI-（制作中止）

fairys
- 2012年12月14日 - いますぐお兄ちゃんに妹だっていいたい!

FLEET
- 2019年9月9日 - Project NOAH

## 主なスタッフ
- サカモトアキラ - プロデューサー
- 鈴森ほたる - アソシエイトプロデューサー
- 堅木功 - シナリオライター
- 吉川 - 広報

### 過去に在籍していたスタッフ
- 春夏冬ゆう - 原画家。2013年初めにsprite/fairysの属する株式会社ライトウェイを退社し、以後フリー[54]。
- みかげ - 広報。2012年4月27日19時26分42秒の「みかげブログ最終回 by みかげ」をもってSelen・sprite・fairysの広報より引退。[55]

## Webラジオ
緒方恵美と妖精の国
2013年3月8日から2014年12月26日までHiBiKi Radio Stationで隔週金曜日に配信されていたラジオ番組。2014年4月4日から最終回の12月26日まで、番組タイトルを『sprite/fairys RADIO 緒方恵美と妖精の国〜あおかな広報局〜』に改めた。パーソナリティは緒方恵美。